# Fundamentalpolygon
In der Mathematik kann jede im topologischen Sinn geschlossene Fläche erzeugt werden, indem man die Seiten eines Polygons mit gerader Seitenanzahl paarweise identifiziert. Dieses Polygon nennt man Fundamentalpolygon. 

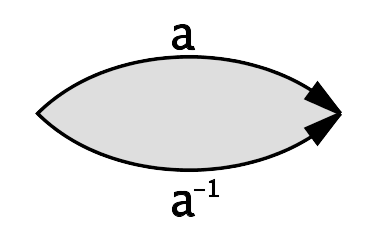
Fundamentalpolygon der Sphäre: aa^{−1}

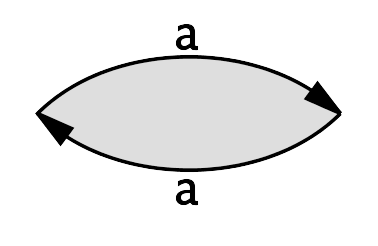
Fundamentalpolygon der Projektiven Ebene: aa

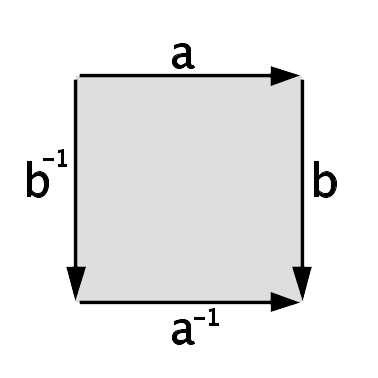
Fundamentalpolygon des Torus: aba^{−1}b^{−1}

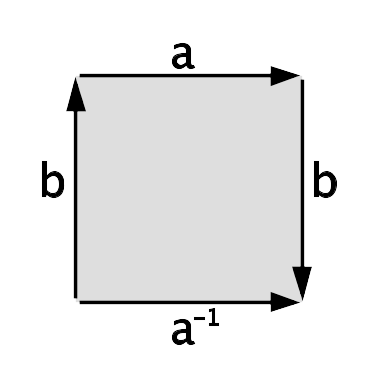
Fundamentalpolygon der Kleinschen Flasche: aba^{−1}b

Diese Polygone kann man durch eine Zeichenkette beschreiben, die jeder Seite ein Symbol zuordnet. Seiten, die miteinander identifiziert werden erhalten dabei das gleiche Symbol. Ein zusätzlicher Exponent 1 oder −1 gibt die Orientierung der Seite an. 

## Kanonische Form für kompakte Flächen (ohne Rand)
Gemäß dem Klassifikationssatz kann man Flächen in drei Äquivalenzklassen einteilen. Jeder dieser Klassen lässt sich eine kanonische Form der Fundamentalpolygone zuordnen:
- einer Sphäre
{\displaystyle aa^{-1}}
- einer orientierbaren Fläche vom Geschlecht {\displaystyle n}
{\displaystyle a_{1}b_{1}a_{1}^{-1}b_{1}^{-1}a_{2}b_{2}a_{2}^{-1}b_{2}^{-1}\dots a_{n}b_{n}a_{n}^{-1}b_{n}^{-1}}
- einer nichtorientierbaren Fläche vom Geschlecht {\displaystyle n}
{\displaystyle a_{1}a_{1}a_{2}a_{2}\dots a_{n}a_{n}}

## Kanonische Form für kompakte Flächen mit Rand
Flächen mit Rand unterscheiden sich von denen ohne dadurch, dass sie zusätzlich eine bestimmte Anzahl von Randkomponenten haben. Die kanonische Form erhält man, indem man die Fundamentalpolygone der unberandeten Flächen um eine entsprechende Zahl von Randkomponenten erweitert:
- eine Sphäre mit {\displaystyle k} Randkomponenten {\displaystyle B_{1},\dots ,B_{k}}
{\displaystyle aa^{-1}c_{1}B_{1}c_{1}^{-1}\dots c_{k}B_{k}c_{k}^{-1}}
- eine orientierbare Fläche vom Geschlecht {\displaystyle n} mit {\displaystyle k} Randkomponenten {\displaystyle B_{1},\dots ,B_{k}}
{\displaystyle a_{1}b_{1}a_{1}^{-1}b_{1}^{-1}\dots a_{n}b_{n}a_{n}^{-1}b_{n}^{-1}c_{1}B_{1}c_{1}^{-1}\dots c_{k}B_{k}c_{k}^{-1}}
- eine nichtorientierbare Fläche vom Geschlecht {\displaystyle n} mit {\displaystyle k} Randkomponenten {\displaystyle B_{1},\dots ,B_{k}}
{\displaystyle a_{1}a_{1}\dots a_{n}a_{n}c_{1}B_{1}c_{1}^{-1}\dots c_{k}B_{k}c_{k}^{-1}}